# Vandaals
Het Vandaals was een Oost-Germaanse taal, waarschijnlijk nauw verwant aan het Gotisch.
Sprekers van deze taal vestigden zich in Zuid-Spanje en Noord-Afrika. Zij volgden andere Germanen (onder anderen Visigoten) en niet-Germanen (onder anderen Alanen). De naam Al-Andalus is afkomstig van de naam "Vandaal" ("het gebied van de Vandalen"). Slechts een klein aantal persoonlijke namen van het Vandaals is bekend, en een vijftal woorden die geciteerd worden in De conviviis barbaris, een kort spotdicht uit c. 400.